# Bruchsee (Heppenheim)
 (mai 2025).
Le Bruchsee (der Bruch = le marécage) est un lac de carrière d'environ 11 hectares situé à Heppenheim, dans le sud de la Hesse, au pied de la moyenne montagne de l'Odenwald.

## Géographie
Le lac mesure environ 650 mètres de long et 210 mètres de large. Avec une profondeur de 14,5 mètres à son point le plus profond et une profondeur moyenne d'environ 7 mètres, il contient environ 800 000 mètres cubes d'eau. Le Bruchsee est situé dans l'ancien lit du Neckar, rivière affluent du Rhin.
Le lac est accessible par des sentiers pédestres. À l'extrémité sud se trouvent un parc ornithologique (fermé depuis 2020, il y existe aujourd'hui des espaces barbecue qui peuvent être loués via la ville d'Heppenheim) et une zone de roselière. Depuis mai 2025, une brasserie en plein air  se trouve à l'angle nord-ouest et un club de sports nautiques est situé à côté et organise régulièrement des cours de voile et des régates.

## Origine
On a creusé le lac en 1967 en extrayant environ 12 000 mètres cubes de tourbière et  environ un million de mètres cubes de gravier,  utilisés pour la construction de l'autoroute A5 entre Darmstadt et Heidelberg.